# Gianni Ferlenghi
Gianni Ferlenghi (* 11. Februar 1931 in Stagno Lombardo; † 19. August 2023 in Sospiro) war ein italienischer Radrennfahrer.

## Sportliche Laufbahn
Ferlenghi startete von 1954 bis 1956 als Unabhängiger. In der Tour d’Europe 1956 gewann er eine Etappe. Danach wurde er Berufsfahrer im italienischen Radsportteam Arbos. Er bestritt alle Grand Tours. In der Tour de France startete er 1957 (ausgeschieden) und 1958 (24. Platz), jeweils an der Seite seines Kapitäns Gastone Nencini, sowie 1960 (71. Platz). Den Giro d’Italia fuhr er fünfmal, sein bestes Ergebnis im Gesamtklassement war der 51. Rang 1958. Die Vuelta a España beendete er 1957 auf dem 41. Platz. Sein bestes Resultat in den Rennen der Monumente des Radsports erzielte er 1955 mit dem 11. Platz in der Lombardei-Rundfahrt.
Gianni Ferlenghi starb im August 2023 im Alter von 91 Jahren.